# Vitali Karamnov
Pour les articles homonymes, voir Vitali Karamnov (1989) et Karamnov.
Vitali Vladimirovitch Karamnov - en russe Виталий Владимирович Карамнов - (né le 6 juillet 1968 à Moscou en URSS) est un joueur professionnel russe de hockey sur glace. Il est le père de Vitali Karamnov également professionnel.

## Biographie

### Carrière de joueur
En 1986, il commence sa carrière avec le HK Dinamo Moscou dans le championnat d'URSS. Il a remporté le Championnat de la Communauté des États indépendants avec le Dinamo en 1992. Il est choisi au cours du repêchage d'entrée 1992 dans la Ligue nationale de hockey par les Blues de Saint-Louis en 3e ronde, en 62e position. Il part en Amérique du Nord et forme chez les Blues la Moscow Express Line avec Vitali Prokhorov et Igor Koroliov. En 1995, il signe dans la SM-Liiga avec le JYP Jyväskylä. Il a ensuite joué en Allemagne, République tchèque et en Russie. Il met un terme à sa carrière en 2004.

### Carrière internationale
Il a représenté la Russie au niveau international.

## Statistiques

### En club
| Saison     | Équipe                | Ligue         |    | Saison régulière | Saison régulière | Saison régulière | Saison régulière | Saison régulière |    | Séries éliminatoires | Séries éliminatoires | Séries éliminatoires | Séries éliminatoires | Séries éliminatoires |
| Saison     | Équipe                | Ligue         | PJ | B                | A                | Pts              | Pun              | PJ               | B  | A                    | Pts                  | Pun                  |                      |                      |
| 1986-1987  | Dinamo Moscou         | URSS          | 4  | 0                | 0                | 0                | 0                |                  |    |                      |                      |                      |                      |                      |
| 1987-1988  | Dinamo Moscou         | URSS          | 2  | 0                | 1                | 1                | 0                |                  |    |                      |                      |                      |                      |                      |
| 1987-1988  | Dinamo Kharkiv        | Vyschaïa Liga | 50 | 10               | 8                | 18               | 12               |                  |    |                      |                      |                      |                      |                      |
| 1988-1989  | Dinamo Kharkiv        | URSS          | 23 | 4                | 1                | 5                | 19               |                  |    |                      |                      |                      |                      |                      |
| 1989-1990  | Torpedo Iaroslavl     | URSS          | 47 | 6                | 7                | 13               | 34               |                  |    |                      |                      |                      |                      |                      |
| 1990-1991  | Torpedo Iaroslavl     | URSS          | 44 | 14               | 8                | 22               | 32               |                  |    |                      |                      |                      |                      |                      |
| 1991-1992  | Dinamo Moscou         | Superliga     | 33 | 11               | 17               | 28               | 23               |                  |    |                      |                      |                      |                      |                      |
| 1992-1993  | Rivermen de Peoria    | LIH           | 23 | 8                | 12               | 20               | 47               | --               | -- | --                   | --                   | --                   |                      |                      |
| 1992-1993  | Blues de Saint-Louis  | LNH           | 7  | 0                | 1                | 1                | 0                | --               | -- | --                   | --                   | --                   |                      |                      |
| 1993-1994  | Rivermen de Peoria    | LIH           | 3  | 0                | 1                | 1                | 2                | 1                | 0  | 1                    | 1                    | 0                    |                      |                      |
| 1993-1994  | Blues de Saint-Louis  | LNH           | 59 | 9                | 12               | 21               | 51               | --               | -- | --                   | --                   | --                   |                      |                      |
| 1994-1995  | Rivermen de Peoria    | LIH           | 15 | 6                | 9                | 15               | 7                | --               | -- | --                   | --                   | --                   |                      |                      |
| 1994-1995  | Blues de Saint-Louis  | LNH           | 26 | 3                | 7                | 10               | 14               | 2                | 0  | 0                    | 0                    | 2                    |                      |                      |
| 1995-1996  | JYP Jyväskylä         | SM-liiga      | 24 | 8                | 7                | 15               | 36               | --               | -- | --                   | --                   | --                   |                      |                      |
| 1996-1997  | Berlin Capitals       | DEL           | 4  | 2                | 1                | 3                | 27               |                  |    |                      |                      |                      |                      |                      |
| 1996-1997  | Krefeld Pinguine      | DEL           | 28 | 7                | 13               | 20               | 80               |                  |    |                      |                      |                      |                      |                      |
| 1997-1998  | Krefeld Pinguine      | DEL           | 31 | 8                | 13               | 21               | 38               |                  |    |                      |                      |                      |                      |                      |
| 1998-1999  | Krefeld Pinguine      | DEL           | 40 | 11               | 17               | 28               | 61               |                  |    |                      |                      |                      |                      |                      |
| 1999-2000  | HC Vsetín             | Extraliga     | 5  | 0                | 0                | 0                | 10               | --               | -- | --                   | --                   | --                   |                      |                      |
| 2000-2001  | Vitiaz Tchekhov       | Superliga     | 15 | 3                | 2                | 5                | 12               |                  |    |                      |                      |                      |                      |                      |
| 2001-2002  | Salavat Ioulaïev Oufa | Superliga     | 50 | 16               | 9                | 25               | 70               |                  |    |                      |                      |                      |                      |                      |
| 2002-2003  | Salavat Ioulaïev Oufa | Superliga     | 35 | 7                | 3                | 10               | 55               | 1                | 0  | 0                    | 0                    | 0                    |                      |                      |
| 2003-2004  | HK Spartak Moscou     | Vyschaïa liga | 5  | 1                | 0                | 1                | 4                |                  |    |                      |                      |                      |                      |                      |
| Totaux LNH | Totaux LNH            | Totaux LNH    | 92 | 12               | 20               | 32               | 65               | 2                | 0  | 0                    | 0                    | 2                    |                      |                      |

### En équipe nationale
| Année | Compétition          |   | PJ | B | A | Pts | Pun             |  | Résultat |
| 1996  | Championnat du monde | 8 | 0  | 2 | 2 | 0   | Quatrième place |  |          |